# Koralm-alagút
A Koralm-alagút egy épülő kétvágányos, 32,9 km hosszú, normál nyomtávú, villamosított vasúti alagút Ausztriában a Koralpe hegység alatt. Az alagút része a 130 km hosszú Koralm-vasútvonalnak, mely Graz és Klagenfurt között épül. Az alagút két egyvágányos járatból áll, melyet 500 méterenként összekötnek. Várható megnyitása 2026.

## Története
A Koralm-alagút Ausztria legdélebbi vasútvonalának, a Koralmbahnnak talán a legjelentősebb műszaki eleme. A nagy teljesítményű, 250 km/h maximális sebességgel közlekedő vasútvonal célja, hogy - ahol ez gazdaságilag megvalósítható - több mint egy órával lerövidítse a menetidőt Bécs és Klagenfurt között Grazon keresztül, a becsült menetidő így két óra 40 perc lesz. A nemzetközi forgalom szempontjából a vonal elkészülte jobban megkönnyíti a vasúti áruszállítást az Adriai- és a Balti-tenger kikötői között. Számos stájerországi regionális személyiség támogatta az alagút megépítését, mivel az hozzájárul a hegyvidéki régió Ausztria többi részéhez képest viszonylag korlátozott vasúti infrastruktúrájának kezeléséhez, és az alagút üzembe helyezését követően jelentős gazdasági előnyöket és beruházásokat hozna a helyi vállalkozásoknak.
1995 folyamán az osztrák kormány felhatalmazta az Osztrák Szövetségi Vasutakat, hogy folytassák a Koralm vasútvonal tervezését és kivitelezését, beleértve a Koralm-alagutat is; az útvonal kiválasztásának véglegesítése és a jogi előkészületek mellett kiterjedt környezetvédelmi felméréseket végeztek. Az építési folyamatot megelőzően kiterjedt tanulmányokat végeztek a helyi geológiáról; 2002 folyamán a leendő alagút közelében egy sor próbafúrásból az elsőt, végül összesen 130 kutatófúrást hajtottak végre. A 2010-es években a Koralm vasútprogram volt a legnagyobb ilyen jellegű projekt, amely az országban zajlott.
2013-ban megkezdődtek az alagút fúrási munkálatai. Az ikeralagút fúrásának folyamata több mint 800 fős személyzetet és három alagútfúró gépet (TBM) vont be, állítólag világelsőnek számított, hogy egy TBM-et folyamatosan használtak kemény kőzetre több mint 17 km hosszan. A feltárás során hatmillió köbméternyi kitermelt anyagot távolítottak el, amelynek kétharmadát különböző zajvédő falakhoz, vasúti töltésekhez, szűrőkavicshoz vagy betonhoz használták fel újra ömlesztett anyagként. A TBM-ek mellett helyenként hagyományos fúrási és robbantási technikákat is alkalmaztak. A talajvíz alagútba való bejutásának korlátozása érdekében mintegy 132 000 m² AGRUFLEX alagútbélést építettek be az alagút teljes hosszában. Nagy figyelmet fordítottak a megfelelő vízelvezetés biztosítására az alagút teljes hosszában.
2017-ben az alagút befejezésével 2023-ra számoltak, a vonal teljes hosszában pedig a következő évben adták volna át. 2018 folyamán azonban Norbert Hofer közlekedési miniszter bejelentette, hogy az alagút építésének üteme a kihívást jelentő geológia miatt jelentősen lelassult; az ÖBB szóvivője, Christoph Posch kijelentette, hogy az ütemterv változása nem a megszorító intézkedéseknek, hanem az alagútépítés során felfedezett, előre nem látható törésvonalaknak tudható be. Ekkor a Koralm-alagút a tervek szerint 2025 decemberére készült volna el, és 2026-ra kellett volna üzembe helyezni. Az alagút késedelmes befejezése más regionális infrastrukturális projekteket is érintett, például a Jauntal-híd környékén az egyvágányú vasútvonal kétvágányúvá való fejlesztését.
2018. augusztus 14-én a déli fúrásban áttörést értek el. 2020. június 18-án bejelentették, hogy az északi fúrásban is áttörést értek el, ami a Koralm vasútvonal teljes alagútépítésének befejezését jelentette. Ennek megfelelően a munka átment a szerelési fázisba, amelynek során az alagút belső burkolatát az üzemszerű használathoz szükséges összes berendezéssel és felszereléssel együtt kell felszerelni. Továbbá, az alagút teljes hosszában üzembiztonsági berendezéseket kell telepíteni, mint például 500 méterenként keresztátjárókat, valamint egy nagyjából félúton elhelyezett egyetlen vészhelyzeti állomást, amely szándékosan lépcsőzetes peronokkal és egy 800 méter hosszúságú, megerősített menedékhelyiséggel rendelkezik.
Az első próbavonat 2023. június 12-én haladt át az alagúton. Ha az összes jelzőrendszer telepítése és a tesztek befejeződtek, az ÖBB várhatóan 2026-ban indítja el a személyszállító vasúti szolgáltatást.

## Képgaléria

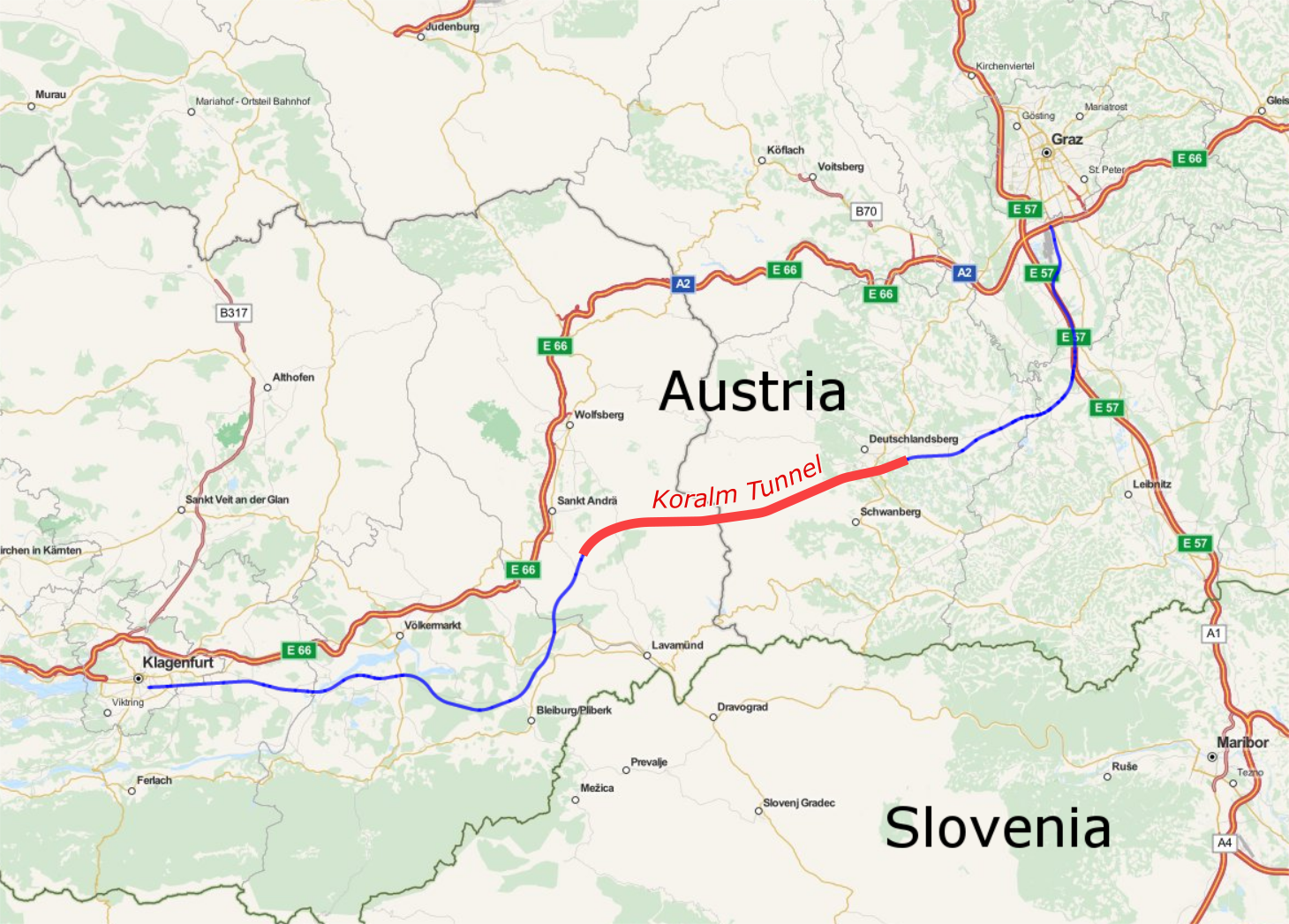
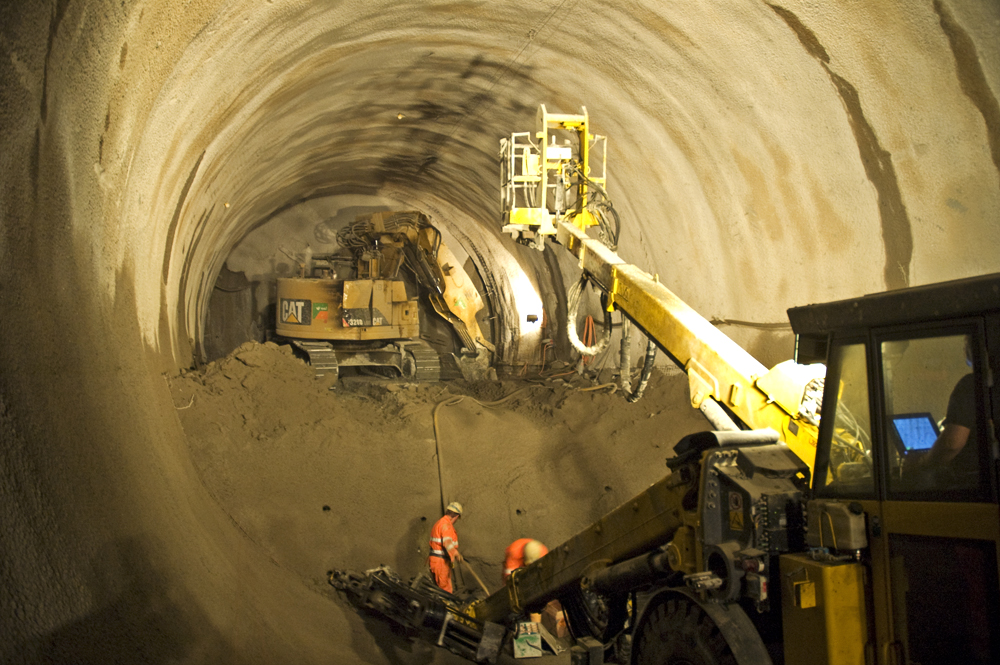
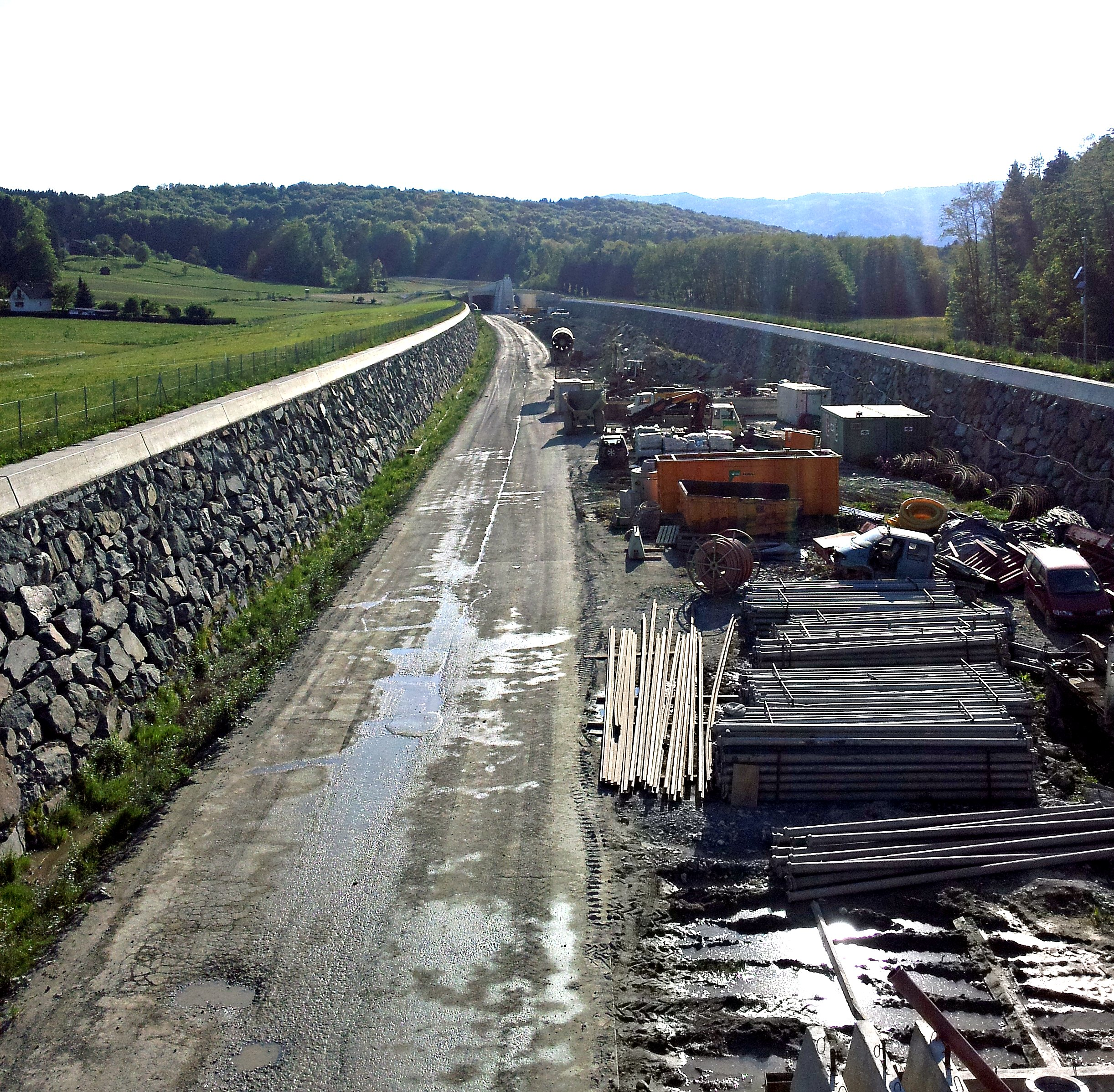
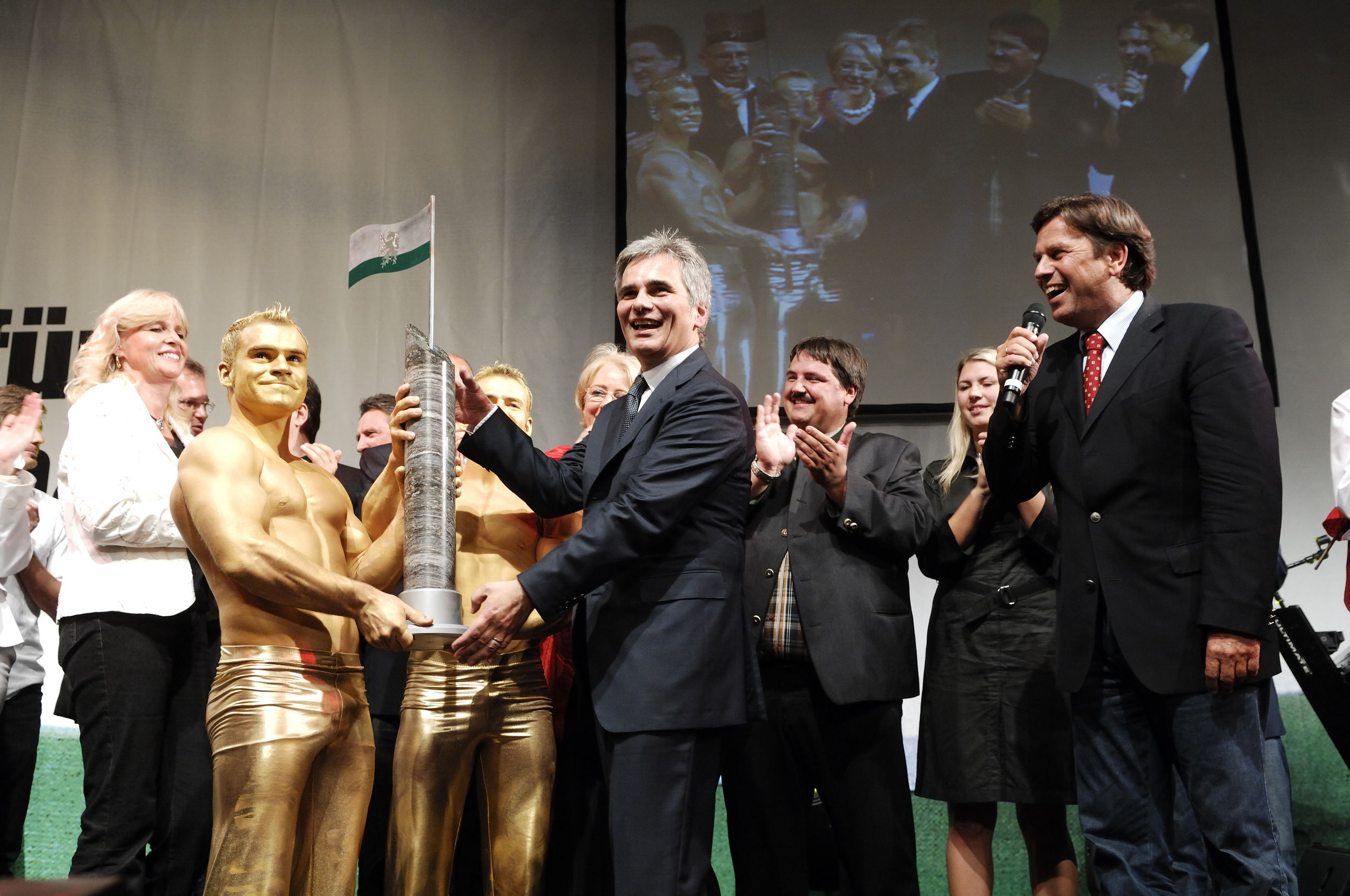